# Saint-Denis-Maisoncelles
Saint-Denis-Maisoncelles är en kommun i departementet Calvados i regionen Normandie i norra Frankrike. Kommunen ligger i kantonen Le Bény-Bocage som ligger i arrondissementet Vire. År 2018 hade Saint-Denis-Maisoncelles 107 invånare.

## Befolkningsutveckling
Antalet invånare i kommunen Saint-Denis-Maisoncelles
Referens:INSEE